# Ibrahim Ayew
Ibrahim Abdul Rahim Ayew (Tamale, Ghana, 16 de abril de 1988), más conocido como Ibrahim Ayew o Rahim Ayew, es un futbolista ghanés que juega como defensa o centrocampista en el Lincoln Red Imps F. C. de la Liga Nacional de Gibraltar.
Es el hijo mayor de la leyenda del fútbol ghanés Abédi Pelé, hermano de los también futbolistas André y Jordan, y de la modelo Imani. También es sobrino de los exfutbolistas Sola y Kwame Ayew.

## Selección nacional
Ha sido internacional con la selección de fútbol de Ghana en 8 ocasiones. Fue convocado para disputar la Copa del Mundo de 2010, donde su selección llegó hasta cuartos de final, y fue subcampeón de la Copa Africana de Naciones el mismo año.

### Participaciones en Copas del Mundo
| Mundial                        | Sede      | Resultado        | Partidos | Goles |
| ------------------------------ | --------- | ---------------- | -------- | ----- |
| Copa Mundial de Fútbol de 2010 | Sudáfrica | Cuartos de final | 0        | 0     |

### Participaciones en Copas Africanas
| Copa                           | Sede   | Resultado  | Partidos | Goles |
| ------------------------------ | ------ | ---------- | -------- | ----- |
| Copa Africana de Naciones 2010 | Angola | Subcampeón | 4        | 0     |

### Participaciones en Campeonatos Africanos
| Copa                                    | Sede            | Resultado  |
| --------------------------------------- | --------------- | ---------- |
| Campeonato Africano de Naciones de 2009 | Costa de Marfil | Subcampeón |

## Clubes
| Club                   | País      | Año       |
| ---------------------- | --------- | --------- |
| Nania F. C.            | Ghana     | 2005-2008 |
| Sekondi Wise Fighters  | Ghana     | 2008-2009 |
| Zamalek S. C.          | Egipto    | 2009-2010 |
| Lierse S. K.           | Bélgica   | 2011-2013 |
| Asante Kotoko          | Ghana     | 2013-2016 |
| Europa F. C.           | Gibraltar | 2016-2021 |
| F. C. Bruno's Magpies  | Gibraltar | 2022-2023 |
| Lincoln Red Imps F. C. | Gibraltar | 2023-     |

## Palmarés

### Campeonatos nacionales
| Título                        | Club                   | País      | Año  |
| ----------------------------- | ---------------------- | --------- | ---- |
| Supercopa de Ghana            | Asante Kotoko          | Ghana     | 2013 |
| Liga Premier de Ghana         | Asante Kotoko          | Ghana     | 2014 |
| Copa de Ghana                 | Asante Kotoko          | Ghana     | 2014 |
| Supercopa de Ghana            | Asante Kotoko          | Ghana     | 2014 |
| Copa Pepe Reyes               | Europa F. C.           | Gibraltar | 2016 |
| Primera División de Gibraltar | Europa F. C.           | Gibraltar | 2017 |
| Rock Cup                      | Europa F. C.           | Gibraltar | 2017 |
| Rock Cup                      | Europa F. C.           | Gibraltar | 2018 |
| Copa Pepe Reyes               | Europa F. C.           | Gibraltar | 2018 |
| Rock Cup                      | Europa F. C.           | Gibraltar | 2019 |
| Rock Cup                      | F. C. Bruno's Magpies  | Gibraltar | 2023 |
| Liga Nacional de Gibraltar    | Lincoln Red Imps F. C. | Gibraltar | 2024 |
| Rock Cup                      | Lincoln Red Imps F. C. | Gibraltar | 2024 |